# سونث اکسپنژن
سونث اکسپنژن (ژاپنی: セブンス エキスパンション هپبورن: Sebunsu Ekisupanshon, انگلیسی: 07th Expansion) یک حلقۀ دوجین ژاپنی در زمینۀ تولید رمان تصویری است. اعضای این دوجین کار خود را با تولید بازی کارتی لیف فایت (Leaf Fight) آغاز کردند؛ اما به خاطر تولید مجموعه رمان‌های وقتی که آن‌ها گریه می‌کنند بیشتر شناخته شده‌اند.

## تاریخچه
اعضای سونث اکسپنژن کارشان را ابتدا با تولید یک بازی جمع‌آوری کارت به نام لیف فایت آغاز کردند. آنها کارهای خود معمولاً در رویدادهایی همچون کومیکت به فروش می‌رساندند. در یکی از رویدادهای کومیکت آنها با بی‌تی آشنا شدند که بعداً مدیر وبگاه‌شان شد. پس از دو سال فروختن بازی‌های کارتی، آنها شروع به بررسی کردند که آیا ژانر کارهایشان را تغییر بدهند یا نه. در همین حین، افزایش محبوبیت رمان تصویری تسوکیهیمه دری را برای بسیاری از حلقه‌های دوجین از جمله سونث اکسپنژن باز کرد. یاتازاکورا از مؤسسان سونث اکسپنژن، شروع به یادگیری استفاده از موتور بازی ان‌اسکریپتر کرد. همراه با ریوکیشی۰۷، اعضا تلاششان را برای تولید یک رمان تصویری از روی یک نمایشنامۀ لغو شده نوشته شده توسط ریوکیشی۰۷ با عنوان ایستگاه اتوبوس هینامیزاوا شروع کردند. نتیجۀ کارهای آنها سرانجام رمان هیگوراشی وقتی که آن‌ها گریه می‌کنند می‌شود که اولین اثر آنهاست.

## اعضا
- ریوکیشی۰۷: مؤسس سونث اکسپنژن. او در دوران متوسطۀ اولش شروع به کشیدن مانگا کرد. در دبیرستان او به تفاوت‌های توانایی‌های هنری خود با همسال‌هایش پی برد که منجر شد کشیدن مانگا را کنار بگذارد. او در همان زمان به فعالیت‌های دوجین علاقه‌مند شد؛ اما چون حلقۀ دوجین خود را نداشت، به حلقه‌های دوجین دیگر کمک می‌کرد. او بعداً در یک مدرسۀ فنی درس خواند.
- یاتازاکورا: از دیگر مؤسسان سونث اکسپنژن و از اولین اعضای آن. او با الهام از تسوکیهیمه طرز استفاده از ان‌اسکریپتر را فرا گرفت که با همکاری ریوکیشی۰۷ منجر به تولید هیگوراشی وقتی که آن‌ها گریه می‌کنند شد.
- بی‌تی: مدیر وبگاه. او در ابتدا از مشتریان سونث اکسپنژن در زمانی بود که آنها داشتند لیف فایت را تولید می‌کردند. او بعداً در ۲۰۰۹ به خاطر بیماری درگذشت.

## آثار

### رمان‌های تصویری

#### وقتی که آن‌ها گریه می‌کنند
هیگوراشی
- هیگوراشی وقتی که آن‌ها گریه می‌کنند
  - بخش ۱ اونی‌کاکوشی: ۱۰ اوت ۲۰۰۲ (کومیکت ۶۲)
  - بخش ۲ واتاناگاشی: ۲۹ دسامبر ۲۰۰۲ (کومیکت ۶۳)
  - بخش ۳ تاتاری‌گوروشی: ۱۵ اوت ۲۰۰۳ (کومیکت ۶۴)
  - بخش ۴ هیماتسوبوشی: ۱۳ اوت ۲۰۰۴ (کومیکت ۶۶)
- هیگوراشی وقتی که آن‌ها گریه می‌کنند کای
  - بخش ۵ مه‌آکاشی: ۳۰ دسامبر ۲۰۰۴ (کومیکت ۶۷)
  - بخش ۶ تسومی‌هوروبوشی: ۱۴ اوت ۲۰۰۵ (کومیکت ۶۸)
  - بخش ۷ میناگوروشی: ۳۰ دسامبر ۲۰۰۵ (کومیکت ۶۹)
  - بخش ۸ ماتسوری‌بایاشی: ۱۳ اوت ۲۰۰۶ (کومیکت ۷۰)
- هیگوراشی وقتی که آن‌ها گریه می‌کنند ری (فن دیسک): ۳۱ دسامبر ۲۰۰۶ (کومیکت ۷۱)
- هیگوراشی نو ناکو کورو نی هو (فن دیسک): ۱۷ اوت ۲۰۱۴ (کومیکت ۸۶)
- هیگوراشی نو ناکو کورو نی هو + (فن دیسک): ۲۸ ژانویۀ ۲۰۲۲

اومینکو
- اومینکو وقتی که آن‌ها گریه می‌کنند
  - قسمت ۱: افسانۀ جادوگر طلایی: ۱۷ اوت ۲۰۰۷ (کومیکت ۷۲)
  - قسمت ۲: نوبت جادوگر طلایی: ۳۱ دسامبر ۲۰۰۷ (کومیکت ۷۳)
  - قسمت ۳: ضیافت جادوگر طلایی: ۱۶ اوت ۲۰۰۸ (کومیکت ۷۴)
  - قسمت ۴: اتحاد جادوگر طلایی: ۲۹ دسامبر ۲۰۰۸ (کومیکت ۷۵)
- اومینکو وقتی که آن‌ها گریه می‌کنند چیرو
  - قسمت ۵: سرانجام جادوگر طلایی: ۱۵ اوت ۲۰۰۹ (کومیکت ۷۶)
  - قسمت ۶: طلوع جادوگر طلایی: ۳۰ دسامبر ۲۰۰۹ (کومیکت ۷۷)
  - قسمت ۷: مرثیۀ جادوگر طلایی: ۱۴ اوت ۲۰۱۰ (کومیکت ۷۸)
  - قسمت ۸: افول جادوگر طلایی: ۳۱ اوت ۲۰۱۰ (کومیکت ۷۹)
- اومینکو نو ناکو کورو نی تسوباسا (فن دیسک): ۳۱ دسامبر ۲۰۱۰ (کومیکت ۷۹)
- اومینکو نو ناکو کورو نی هانه (فن دیسک): ۳۱ دسامبر ۲۰۱۱ (کومیکت ۸۱)
- اومینکو نو ناکو کورو نی ساکو (فن دیسک): ۴ اکتبر ۲۰۱۹

کیکونیا
- کیکونیا وقتی که آن‌ها گریه می‌کنند
  - فاز ۱: برای شما، تعویض‌شدنی‌ها: ۴ اکتبر ۲۰۱۹
  - فاز ۲ : با تأخیر

#### دیگر آثار
- هیگانبانا نو ساکو یورو نی
  - دای-ایچی یا: ۱۳ اوت ۲۰۱۱ (کومیکت ۸۰)
  - دای-نی یا: ۳۱ دسامبر ۲۰۱۱ (کومیکت ۸۱)
- رز گانز دیز
  - فصل ۱: ۱۱ اوت ۲۰۱۲ (کومیکت ۸۲)
  - فصل ۲: ۳۱ دسامبر ۲۰۱۲ (کومیکت ۸۳)
  - فصل ۳: ۱۰ اوت ۲۰۱۳ (کومیکت ۸۴)
  - فصل آخر: ۳۱ دسامبر ۲۰۱۳ (کومیکت ۸۵)
- تریانتولوژی: آلیس در آینۀ سه‌تایی: ۳۱ اوت ۲۰۱۶ (کومیکت ۹۰)

### بازی‌های مبارزه‌ای
- اومینکو: گلدن فانتزیا: ۳۱ دسامبر ۲۰۱۰ (کومیکت ۷۹)
  - اوگون موسوکیوکو کراس: ۳۱ دسامبر ۲۰۱۱ (کومیکت ۸۱)

### بازی‌های کارتی
- لیف فایت
- تاگای او اوتوکو نو کو مید نی چوکیوشیائو گیم: ۱۸ نوامبر ۲۰۱۲